# Re Davide (Chagall)
Re Davide è un dipinto a olio su tela (198x133 cm) realizzato nel 1951 dal pittore Marc Chagall.
È conservato nel Centre Pompidou di Parigi.